# Macropinna microstoma
Macropinna microstoma (W.M.Chapman, 1939) è un pesce marino appartenente alla famiglia Opisthoproctidae, unico rappresentante del genere Macropinna.

## Distribuzione e habitat
Questa specie è batipelagica: popola l'Oceano Pacifico settentrionale nelle fasce temperata e subartica. Si può incontrare dai 500 ai 4000 metri di profondità.

## Descrizione
È piuttosto simile ai pesci del genere Opisthoproctus e come essi possiede occhi tubolari rivolti in alto. In questa specie però è presente una capsula semisferica incolore che copre e protegge gli occhi e che può dare l'impressione che la testa sia trasparente: le due rientranze all'estremità anteriore della testa in realtà non sono occhi ma organi olfattivi. Gli occhi possono essere ruotati in avanti. Possiede una pinna adiposa sul peduncolo caudale. Gli adulti hanno colore scuro. La lunghezza massima nota è di 15 cm.

## Biologia
Si nutre di organismi pelagici come meduse, sifonofori e crostacei. Produce uova pelagiche.

## Avvistamento
Gli scienziati hanno potuto filmarlo, nel 2021, per mezzo di un sottomarino comandato a distanza.